# Saúde (bairro do Rio de Janeiro)
A Saúde é um bairro da Zona Central do município do Rio de Janeiro, no Brasil. Localiza-se às margens da baía de Guanabara, sendo um dos cinco bairros que abrigam o porto da cidade. É limitada com os bairros do Centro e Gamboa. É o menor bairro da cidade, depois do Zumbi. É marcada pelo grande número de sobrados e por galpões do século XVIII. Após seis décadas de declínio socioeconômico, voltou a receber investimentos públicos e privados a partir do início do século XXI, através do projeto Porto Maravilha e do VLT do Rio de Janeiro. Desde 2010, o bairro tornou-se uma Área de Proteção Urbano-Cultural (Apruc), o que voltou a elevar o bairro no índice de valorização imobiliária.

## Etimologia
O bairro recebeu esse nome devido a uma promessa religiosa a Nossa Senhora da Saúde, que salvou a esposa de Manuel Negreiros, um rico comerciante português, que ergueu, em 1742, a Capela de Nossa Senhora da Saúde sobre um morrete de granito rochoso, que na época era de frente para o mar.
A igreja foi recentemente recuperada pelo Banco Nacional de Desenvolvimento Econômico e Social (BNDES) e pela Mitra da Igreja Católica Brasileira. Atualmente, no entanto, a igreja não se encontra oficialmente dentro do bairro da Saúde, pertencendo ao bairro vizinho da Gamboa.

## História

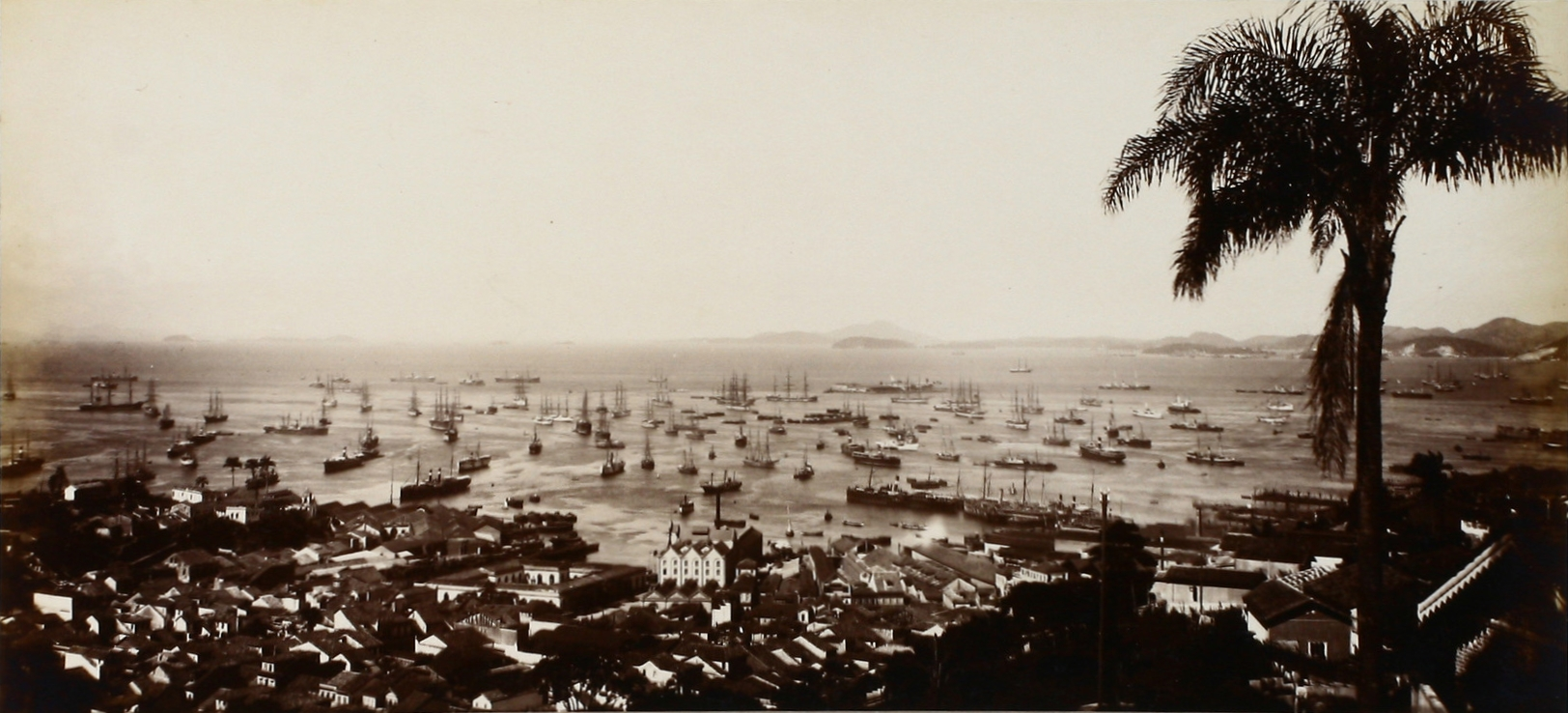
Foto de Marc Ferrez do século XIX retratando o bairro da Saúde.

A Saúde possui sua origem no período do Brasil Colônia, nos séculos XVII e XVIII. Desde essa época, já existia a capela que, após sucessivas reformas, deu origem à atual Igreja de São Francisco da Prainha. O Morro da Conceição, bem como a fortaleza com o mesmo nome, encontra-se no bairro. Construída em 1713 em local elevado e com posição estratégica, a fortaleza era uma das maiores proteções da cidade.
A região do Cais do Valongo, a partir de 1774, tornou-se o ponto de desembarque de escravos negros na cidade, substituindo a Praça XV de Novembro. Na região da Pedra do Sal, era efetuado o desembarque de açúcar, sal e outros gêneros alimentícios. Em 1843, o Cais do Valongo foi reurbanizado para receber a princesa Teresa Cristina, que viria a se casar com o imperador brasileiro dom Pedro II. O cais mudou seu nome, então, para Cais da Princesa. Em 1906, foi construído o Jardim Suspenso do Valongo.
No final do século XIX e início do século XX, o bairro fazia parte da chamada "Pequena África", região da cidade que concentrava os afrodescendentes e que teve um importante papel na gênese do samba carioca. O valor econômico dos bairros Saúde-Gamboa-Santo Cristo-Caju está em seu posicionamento estratégico, pois detêm uma área subutilizada, degradada e com imóveis vazios, aguardando-se a revitalização da Região Portuária; existem grandes empresas buscando ocupar estas áreas, visando ao turismo, lazer, comércio e prestação de serviços.
No início do século XXI, trabalhos de escavação arqueológica trouxeram, à luz, os restos dos cais do Valongo e da Imperatriz, que estavam soterrados.

## Acervo cultural-arquitetônico
A Saúde compõe, junto com os bairros de Gamboa, Santo Cristo, Centro e Caju, um acervo artístico, cultural e histórico: a Região Portuária do Rio de Janeiro. Atualmente, existem vários projetos de revitalização desta região pelos governos federal, estadual e municipal, aguardando-se ainda um acordo com a iniciativa privada. Destaca-se importante acervo arquitetônico e cultural existente no bairro e composto por:
- Centro Cultural Saúde
- Centro Cultural da Ação da Cidadania (Cecaci)
- Centro Comercial do Largo da Prainha
- Conjunto Residencial da Prainha
- Edifício-Sede da Justiça Federal no Rio
- Edifício-Sede da Polícia Federal no Rio
- Entreposto Negreiro da Pedra do Sal
- Escadaria de Pedra Talhada
- Espaço Cultural Heloneida Studart do Conselho Estadual dos Direitos da Mulher
- Fortaleza de Nossa Senhora da Conceição
- Igreja de São Francisco da Prainha
- Instituto SAGAS de Preservação de Casarios e Prédios da Saúde
- Jardim Suspenso do Valongo

- Largo João da Baiana
- Observatório Nacional do Valongo
- Ruínas da Bateria da Saúde
- Sítio Arqueológico Quilombola
- Sociedade Dramática Teatral Filhos de Talma
- Sede do Instituto Nacional de Tecnologia
- Sede do Instituto Oceanográfico do Exército Brasileiro
- Teatro Armazém Utopia